# Biostroom

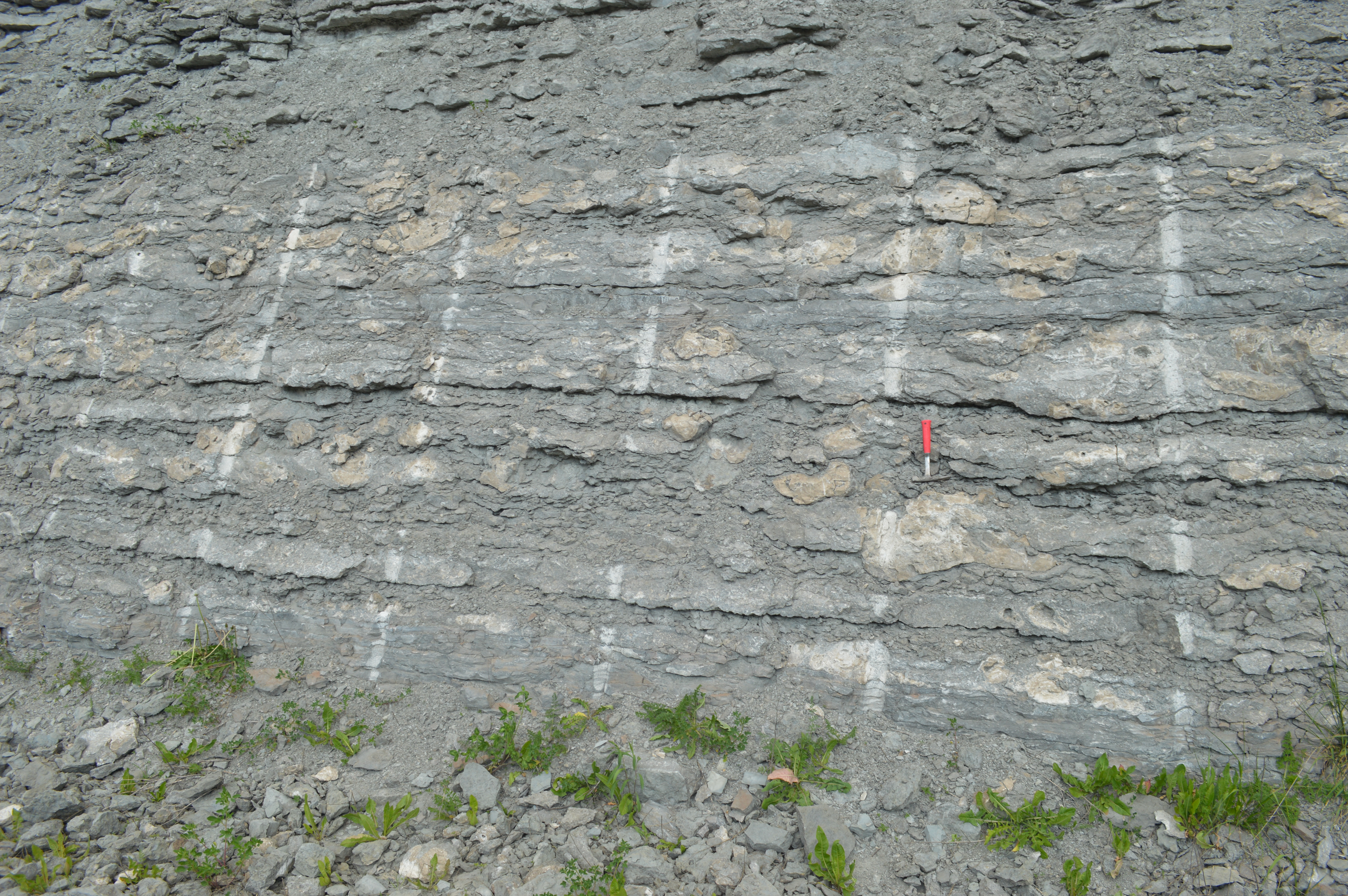
Een ontsluiting van gesteentelagen van de Grant Lake Formation (Ordovicium) in Ohio, VS. Bij de hamer bevindt zich een biostroom van stromatoporen.

Een biostroom is een geologische gesteentelaag die grotendeels bestaat uit de overblijfselen van op de zeebodem levende (benthische) organismes. Biostromen zijn duidelijk te onderscheiden van onder- of bovengelegen lagen. Ze kunnen lateraal over een significant gebied worden vervolgd zonder significante variaties in dikte. Daarmee zijn ze uitstekend geschikt als stratigrafische herkenningspunten voor correlatie.
Biostromen verschillen van biohermen. De laatsten zijn eveneens gesteentelichamen die uit organisch puin bestaan, maar een bioherm is een opeenhoping die zich niet over grotere lengte uitstrekt, vaak lensvormig van aard.
Meestal bestaan biostromen uit de kalkskeletten van mariene organismes, zoals schelpen, koralen, algenmatten of crinoïden. Dergelijke lagen worden gevormd langs de ondiepere delen van de helling van koraalriffen en carbonaatplatforms. Normaal wordt in die afzettingsmilieus kalkmodder afgezet, maar bij een verstoring van het anders rustige milieu, zoals een zware storm, kan ineens een grote hoeveelheid puin afgezet worden. Dit puin bestaat uit de fragmenten van schelpen en koralen uit de hogere delen van het rif. Het carbonaatgesteente dat uit de afgezette fragmenten ontstaat is rudstone, grainstone of packstone.